# Bellefontaine (Bièvre)
Pour les articles homonymes, voir Bellefontaine.
Bellefontaine (en wallon Bèlfontin.ne) est une section et un village de la commune belge de Bièvre située en Région wallonne dans la province de Namur.
C'était une commune à part entière avant de devenir une section de Monceau-en-Ardenne en 1964, puis de Bièvre en 1977.

## Évolution démographique
- Source: DGS, 1831 à 1970=recensements population, 1976= habitants au 31 décembre

## Bellefontaine en images

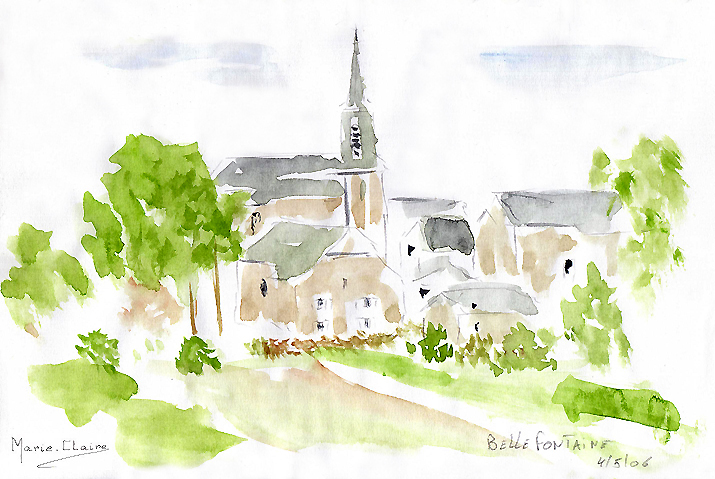
Bellefontaine, petit village ardennais.

## Personnalités liées
- L'abbé Jules Grandjean, (1899-1945), résistant, membre du Réseau Comète.